# イオンモール天童
イオンモール天童（イオンモールてんどう）は、山形県天童市にあるイオンモール株式会社が運営管理するショッピングセンター。2014年3月21日に開業した。山形県民からは「イモ天」と呼ばれている。

## 概要
天童市芳賀土地区画整理組合が開発を進めるニュータウン「芳賀タウン」における中核的商業施設として建設され、内陸地方最大規模の商業施設としてオープンした。建物のデザインコンセプトは"和+モダン"で、同市の街並みを再現したものとなっている。天童市は将棋の駒の生産日本一ともあって、施設のあちらこちらに将棋の駒をデザインしている。さらに"〜集う・くつろぐ・遊ぶ〜“世代を超えて心が連鎖し繋がる場"がコンセプトとして掲げ、シネマコンプレックスなども併設した。
2015年3月14日には、 モール近隣に請願駅として天童南駅が開業したほか、同5月21日には天童市に拠って屋内型子育て支援の拠点施設である「子育て未来館げんキッズ」がオープンした。さらに金融機関や量販店なども新規に立地し一帯は開発が進展している。
本棟と道路を挟んだ位置に存在する外部棟（旧グルメ棟）は長らく営業店舗が途絶えた状態であったが、2023年7月よりテナントが入り営業している。

## 沿革
- 2013年（平成25年）
  - 4月11日 - 大規模小売店舗立地法に基づく新設の届出を行う[7]。
  - 12月4日 - 建設中の現場で火災が発生。建物内の一部約111平方メートルを焼失し、作業員3人が軽いやけどを負った[8]。
- 2014年（平成26年）3月21日 - 開業[9][10][11]。
- 2015年（平成27年）- 核店舗の「イオン天童店」が「イオンスタイル天童」に転換。
  - 3月7日 - 荘内銀行イオンモール天童支店が開業[12]。
- 2018年（平成30年）10月14日 - 当駐車場にて、将棋の同時対局数で世界一に挑戦する「二千局盤来」が開催。4724人が2362局の対局を終え「一会場で同時に行った将棋の最多対局数」としてギネス世界記録に認定[13]。
- 2020年（令和2年）
  - 3月1日 - イオン東北株式会社発足に伴い、「イオンスタイル天童」食品売場をイオン東北に移管[14]。
  - 4月1日 - 本店を含む全国のイオン直営売場での無料レジ袋配布終了[15]。
- 2021年（令和3年）
  - 7月9日 - 天童市消防本部や天童警察署、従業員など約70人が参加してNBCテロ対策訓練を実施[16]。
  - 9月1日 - イオン東北とイオンリテール東北事業本部の統合[17]に伴い、「イオンスタイル天童」の管理・運営および衣料、住居余暇、H&BC各売場をイオン東北に移管。
- 2022年（令和4年）6月27日 - 荘内銀行イオンモール天童支店が、ブランチインブランチ方式により同行天童中央支店に移転[18]。
- 2024年（令和6年）2月22日 - 天童市消防本部や県警、従業員などおよそ60人が参加してNBCテロ対策訓練を実施[19]。
- 2025年（令和7年）
  - 2月21日 - 天童警察署や天童市消防本部、従業員などおよそ50人が参加してNBCテロ対策訓練を実施[20]。
  - 6月21日 - イオンスタイル天童にて、政府との随意契約による備蓄米2200袋（1袋5キロ）を販売[21]。午前8時の販売開始前から約530人が列を作る[21]。

## フロアとテナント

### フロア概要
核店舗のイオンスタイル天童、シネマコンプレックスのイオンシネマ天童と約130の専門店で構成される。又、屋外には飲食テナントが複数併設する「グルメ棟」がある。
| 階  | フロア概要                               |
| --- | ---------------------------------------- |
| R階 | 屋上駐車場                               |
| 2階 | ファッションとホビー＆カルチャーのフロア |
| 1階 | ファッション＆グルメライフのフロア       |

### サブ核店舗
- イオンシネマ天童

### 主なテナント
1階
- 築地銀だこ（たこ焼）
- スターバックスコーヒー（コーヒー）
- GU/ジーユー（ファミリー）
- UNIQLO/ユニクロ（ファミリー）
- ライトオン（ファミリー）
- ABCマート スポーツ（靴・アパレル）
- セリア（100円ショップ）
- PETEMO/ぺテモ（ペット）
- ソフトバンク（携帯電話）

2階
- マクドナルド（ハンバーガー）
- サイゼリヤ（レストラン）
- WEGO/ウィゴー（ユニセックス）
- ハニーズ（レディス）
- JINS/ジンズ（眼鏡・サングラス）
- ASBee/アスビー（靴）
- ヴィレッジヴァンガード（書籍・雑貨）
- 未来屋書店（書籍）
- ワイモバイル（携帯電話）
- ソユーゲームフィールド（ゲームセンター）

外部棟1階
- BIZ CREEK

#### イオンラウンジ
買い物をする際に会員制のくつろぎサービスとして様々なサービス(飲食や新聞・雑誌類の閲覧等)が利用可能。

#### イオンホール
各種団体・サークル向けの文化的活動や発表の場として利用可能。(一般向けの利用も可)
※テナント情報は2023年1月時点
出店テナント全店の一覧詳細情報は公式サイト「ショップリスト」「フロアガイド」を、営業時間およびATMを設置している金融機関の詳細は公式サイト「営業時間」を参照。

## アクセス

### 自動車
- 東北中央自動車道 - 天童ICから約10分
- 山形自動車道 - 山形北ICから約11分

### 鉄道
- 天童南駅（JR東日本・奥羽本線）から徒歩8分[22]
- 高擶駅（同上）から徒歩約23分

### 駐車場
当施設の駐車場は、3,000台利用可能である。
| 施設駐車場    | 駐車台数 | 駐車可能時間 | 備考          |
| ------------- | -------- | ------------ | ------------- |
| 平面駐車場A-D | 2260     | 6:00 - 24:30 |               |
| 屋上駐車場    | 740      | 6:00 - 24:30 | 高さ制限2.8ｍ |